# Salins-les-Bains
Salins-les-Bains je zdraviliško naselje in občina v vzhodnem francoskem departmaju Jura regije Franche-Comté. Leta 2009 je naselje imelo 2.987 prebivalcev.
Leta 2009 so bile krajevne soline dodane na Unicefov seznam svetovne kulturne dediščine k že preje sprejetim Kraljevim solinam v 16 km oddaljenem Arc-et-Senansu.

## Geografija
Kraj leži v pokrajini Franche-Comté ob reki Furieuse, 42 km južno od Besançona.

## Uprava
Salins-les-Bains je sedež istoimenskega kantona, v katerega so poleg njegove vključene še občine Aresches, Abergement-lès-Thésy, Aiglepierre, Bracon, Cernans, La Chapelle-sur-Furieuse, Chaux-Champagny, Chilly-sur-Salins, Clucy, Dournon, Geraise, Ivory, Ivrey, Lemuy, Marnoz, Montmarlon, Pont-d'Héry, Pretin, Saint-Thiébaud, Saizenay in Thésy s 6.036 prebivalci (v letu 2009).
Kanton Salins-les-Bains je sestavni del okrožja Lons-le-Saunier.

## Zanimivosti
- soline, s Kraljevimi solinami v Arc-et-Senansu del Unescove svetovne dediščine,
- toplice, njihov začetek sega v 19. stoletje,
- gotska cerkev sv. Anatolija iz 13. stoletja,
- kapela Notre-Dame-Libératrice iz sredine 17. stoletja, postavljena na zahtevo prebivalcev v zahvalo devici Mariji, da jih je zavarovala pred epidemijami in tridesetletno vojno,
- cerkev sv. Janeza Krstnika,
- cerkev sv. Mavricija,
- nekdanja samostana klaris, karmeličank, ukinjena med francosko revolucijo,
- jezuitska cerkev,
- trdnjavi Fort Saint-André, zgrajena za časa Ludvika XIV. pod Vaubanom v 17. stoletju, in Fort Belin iz 19. stoletja, zgrajena za potrebe varovanja prometne poti med Parizom in Lausanne.

## Osebnosti
- Claude Antoine Hippolyte de Préval (1776-1853), general prvega francoskega cesarstva, nosilec velikega križca legije časti;

## Pobratena mesta
- Horb am Neckar (Baden-Württemberg, Nemčija);